# Salpingotus thomasi
El jerbo pigmeo de Thomas (Salpingotus thomasi) es una especie de roedor perteneciente a la familia Dipodidae. Es endémica de Afganistán. Su hábitat natural son los desiertos templados.